# Cystoskopi

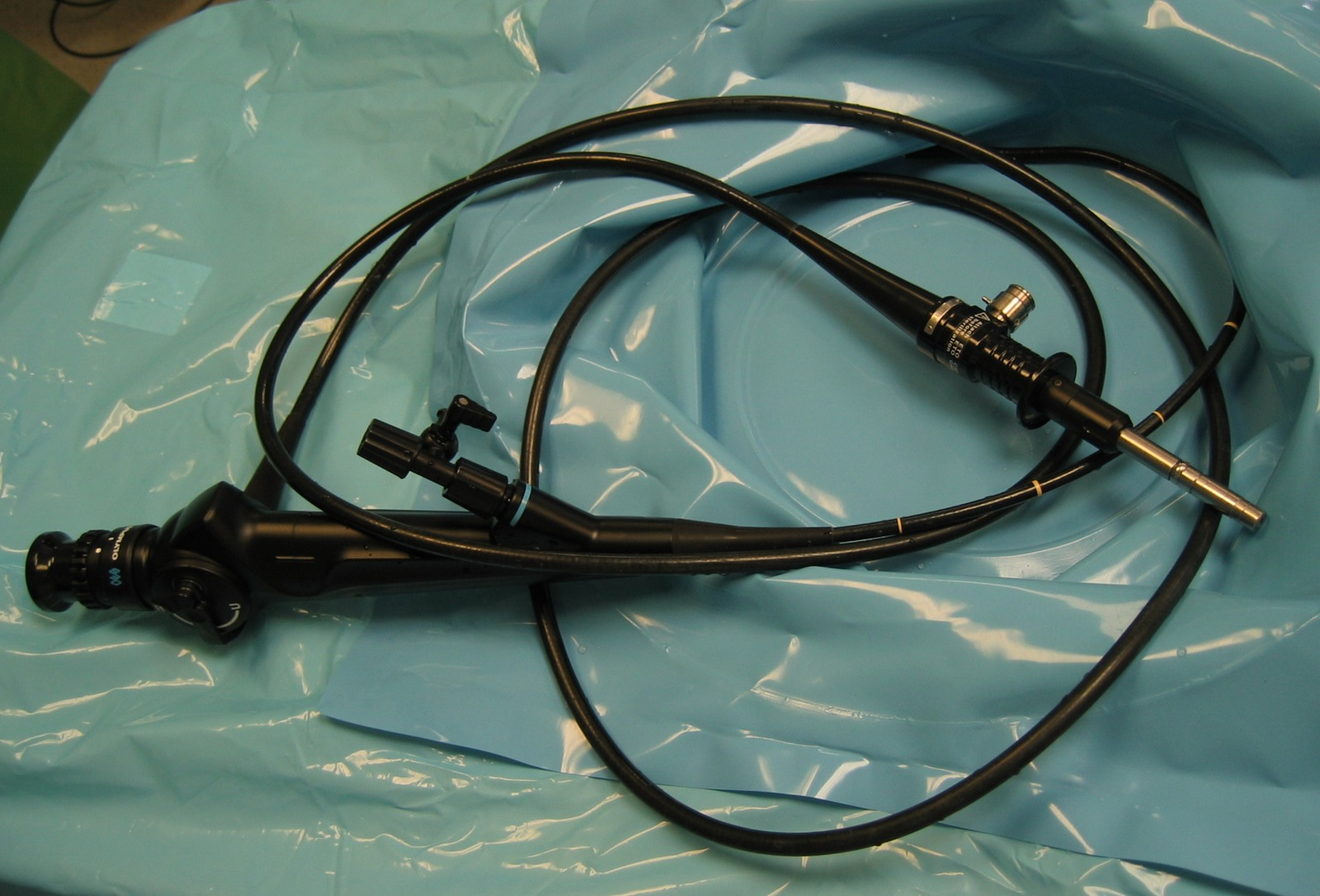
Ett flexibelt cystoskop.

Cystoskopi (av grekiskans κύστη, kýste, "blåsa", "cysta", och σκοπέω, skopéo, "titta", "undersöka") avser observation eller bildupptagning av urinblåsans inre genom endoskopi. Cystoskopi utförs med hjälp av ett kateterformat instrument kallat cystoskop.